# Dinamarca en los Juegos Paralímpicos de Turín 2006
Dinamarca estuvo representada en los Juegos Paralímpicos de Turín 2006 por seis deportistas, tres hombres y tres mujeres. El equipo paralímpico danés no obtuvo ninguna medalla en estos Juegos.